# Benz Velo
La Benz Velo (per esteso Veloziped) è stata un'autovettura prodotta in varie versioni tra il 1894 e il 1902 dalla Casa automobilistica tedesca Benz & Cie.

## Profilo e caratteristiche
La Velo è stata introdotta per sostituire la precedente Patent Motorwagen, prima autovettura della storia. Il fatto che quest'ultima fosse stata soprannominata subito con i nomi Velociped o Veloziped fece sì che Karl Benz adottasse ufficialmente tale denominazione per questo nuovo modello. Oggigiorno, però, tale vettura viene più spesso indicata con il nome abbreviato in Velo.

La Velo nacque non tanto da un'idea di Karl Benz, quanto da un suggerimento di un suo collaboratore, un certo Josef Brecht, che di Benz era il consulente commerciale. Egli propose a Karl Benz di costruire e produrre una nuova vettura che risultasse in pratica come una versione rimpicciolita della Viktoria, modello che all'epoca risultava meno accessibile del previsto a causa delle motorizzazioni piuttosto impegnative.

Il risultato fu appunto la Velo, una vettura che ricordava ancora da vicino le contemporanee carrozze a cavalli, ma che spiccava per le sue doti di leggerezza. Una Velo pesava infatti solamente 280 kg. Ciò era dovuto in parte al telaio, ancora in legno proprio come le carrozze. Tale telaio montava sospensioni ad assale rigido con avantreno a balestra trasversale. Molto semplice la trasmissione a nastro con cambio a due marce.

La Velo era equipaggiata da un monocilindrico perfettamente quadro (alesaggio e corsa pari a 110×110 mm) della cilindrata di 1050 cm³ e alimentato a carburatore. Tale motore montava una distribuzione con valvola di aspirazione in testa e valvola di scarico laterale. La potenza massima raggiungeva inizialmente 1,5 CV a 450 giri/min, così da permettere alla Velo di raggiungere una velocità massima di 20 km/h.

In seguito vi furono alcuni aggiornamenti: nel 1897 la potenza crebbe a 2,5 CV e nel 1900 si portò a 3 CV, mentre nel 1901 i cavalli divennero 3,5. Migliorarono anche le prestazioni, che nella versione più potente evidenziavano una velocità massima di 30 km/h.

Al suo debutto la Velo era venduta a prezzi compresi tra 2000 e 2800 marchi, circa la metà di una Viktoria, e ciò fece sì da garantire alla Velo un sicuro successo, dovuto anche alla possibilità di avere anche degli accessori a pagamento, come il cambio a tre marce o la capote semiaperta.

Durante la sua carriera, la Velo venne affiancata da alcune versioni da essa derivate, che si distinguevano dalla Velo stessa per i loro equipaggiamenti più ricchi. Tali modelli erano: la Comfortable, la Ideal, la Duc e la Charette.

La Velo viene indicata come prima autovettura prodotta in serie. Ciò è dovuto al fatto che i modelli prodotti fino a quel momento dalle poche Case automobilistiche esistenti in Europa non erano stati prodotti in un numero tale da poter essere considerato una produzione in serie vera e propria. Ma la Velo ribaltò questa situazione, basti pensare che nel primo anno di produzione ne furono vendute ben 134, un dato di rilievo se rapportato all'epoca. Al termine della sua produzione, avvenuta nel 1902, la Velo, escluse le varie versioni da essa derivate, totalizzò circa 1200 esemplari.

## Modelli derivati dallaVelo

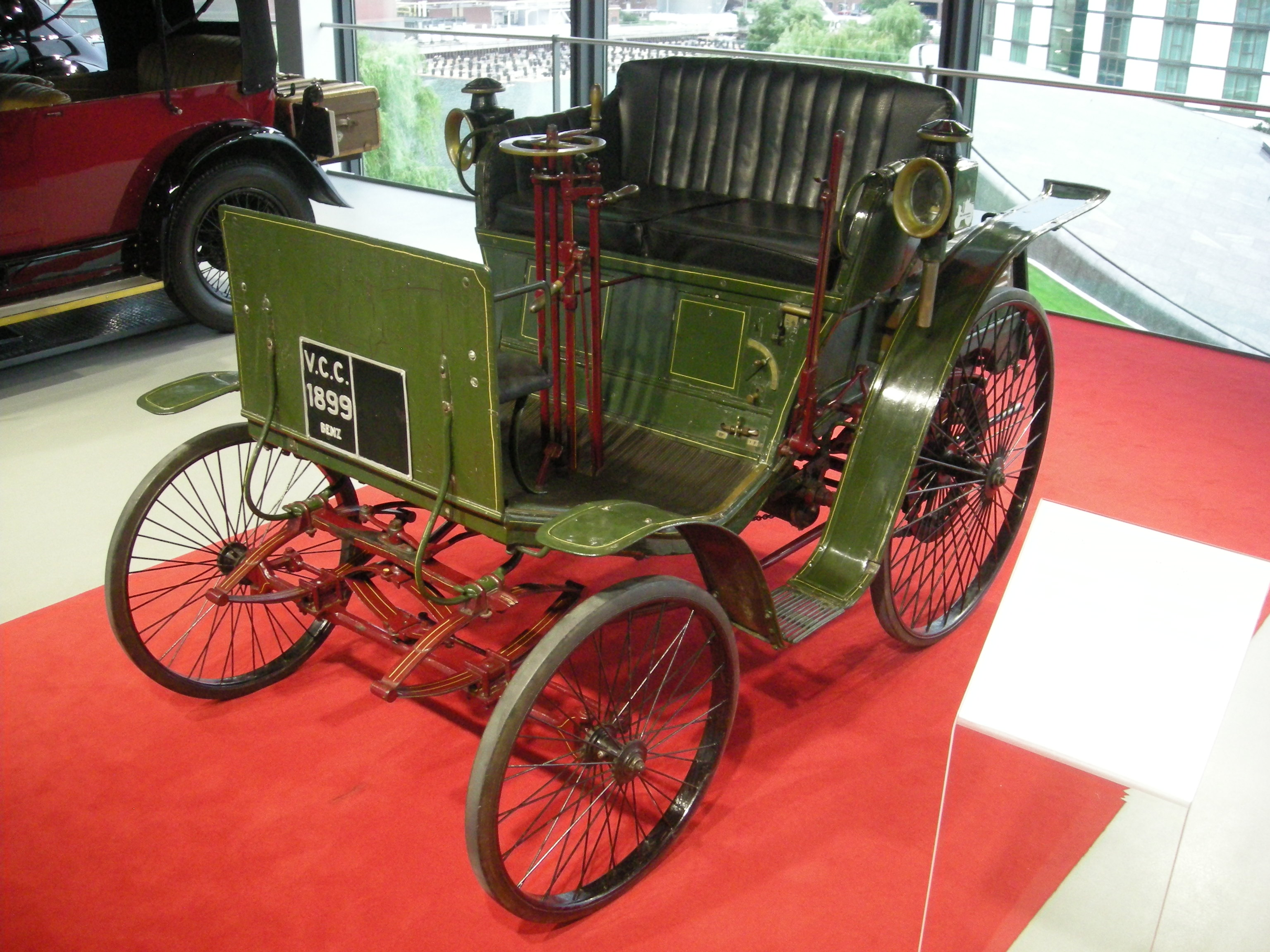
Una Benz Comfortable

Come già detto, dalla Velo sono state derivate anche altre versioni, più ricche sotto vari aspetti, diversi da un modello all'altro,  che potevano essere il migliore allestimento o la motorizzazione più grande e potente. La base di partenza era comunque la Velo. Di seguito vengono descritti brevemente tali modelli.

### Comfortable
Il modello Comfortable, introdotto nel 1896, si distingueva dalla Velo principalmente per il miglior equipaggiamento, fatto che faceva lievitare il prezzo di circa 300 marchi. Tra le migliorie vi erano le ruote dotate per la prima volta di pneumatici. Anche il peso era maggiore, poiché passava da 280 a 360 kg. 

Il motore utilizzato era lo stesso monocilindrico della Velo, ma con potenza portata a 3 CV a 750 giri/min. Era in pratica lo stesso motore che la Velo avrebbe adottato nel 1900. la velocità massima era di circa 25 km/h. Anche la Comfortable venne tolta di produzione nel 1902.

### Ideal

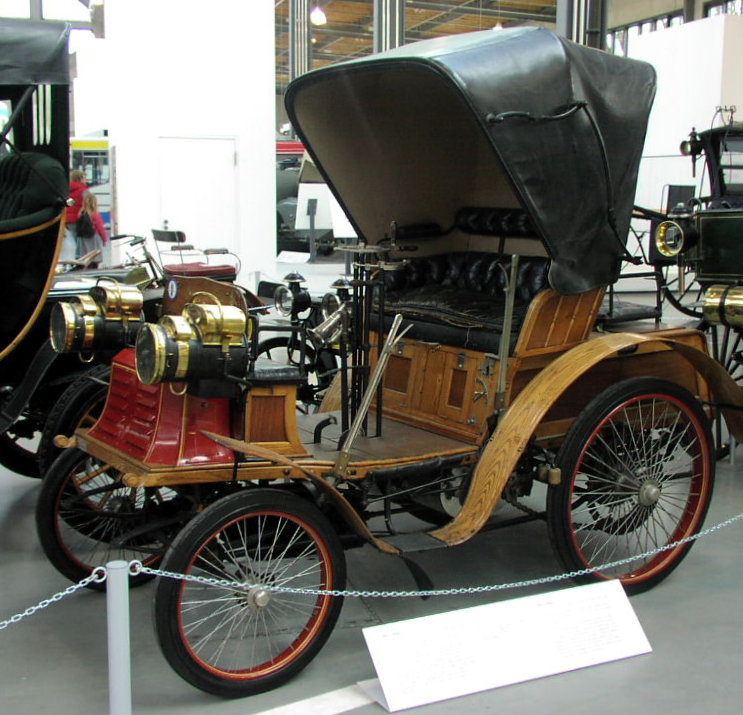
Una Benz Ideal

La Ideal era una versione a passo allungato (da 1,34 a 1,56 m) della Comfortable. Il telaio stavolta era in acciaio anziché in legno e il radiatore era montato anteriormente. La Ideal venne lanciata nel 1898 e montava inizialmente lo stesso motore della Comfortable, ma prevedeva di serie il cambio a tre marce. La velocità massima raggiungeva i 30 km/h. Ma già l'anno successivo il monocilindrico venne rialesato di 5 mm, portando la cilindrata a 1140 cm³ e la potenza massima a 5 CV a 960 giri/min. Con queste modifiche la velocità di punta salì a 35 km/h.

Ma l'aggiornamento più sostanzioso si ebbe all'inizio del 1902, ultimo anno di produzione anche per la Ideal. Tale aggiornamento consistette nell'adozione di un bicilindrico boxer da 2090 cm³ in grado di erogare una potenza massima di 8 CV e di spingere la Ideal a 50 km/h di allungo, un dato notevole per l'epoca. Tale bicilindrico, data la sua architettura, venne battezzato "motore Contra" da Karl Benz.

Nonostante i nuovi, significativi contenuti, la Ideal faticò a trovare consensi e non vendette come fecero invece la Velo e la Comfortable. Anche la Ideal venne tolta di produzione nel 1902.

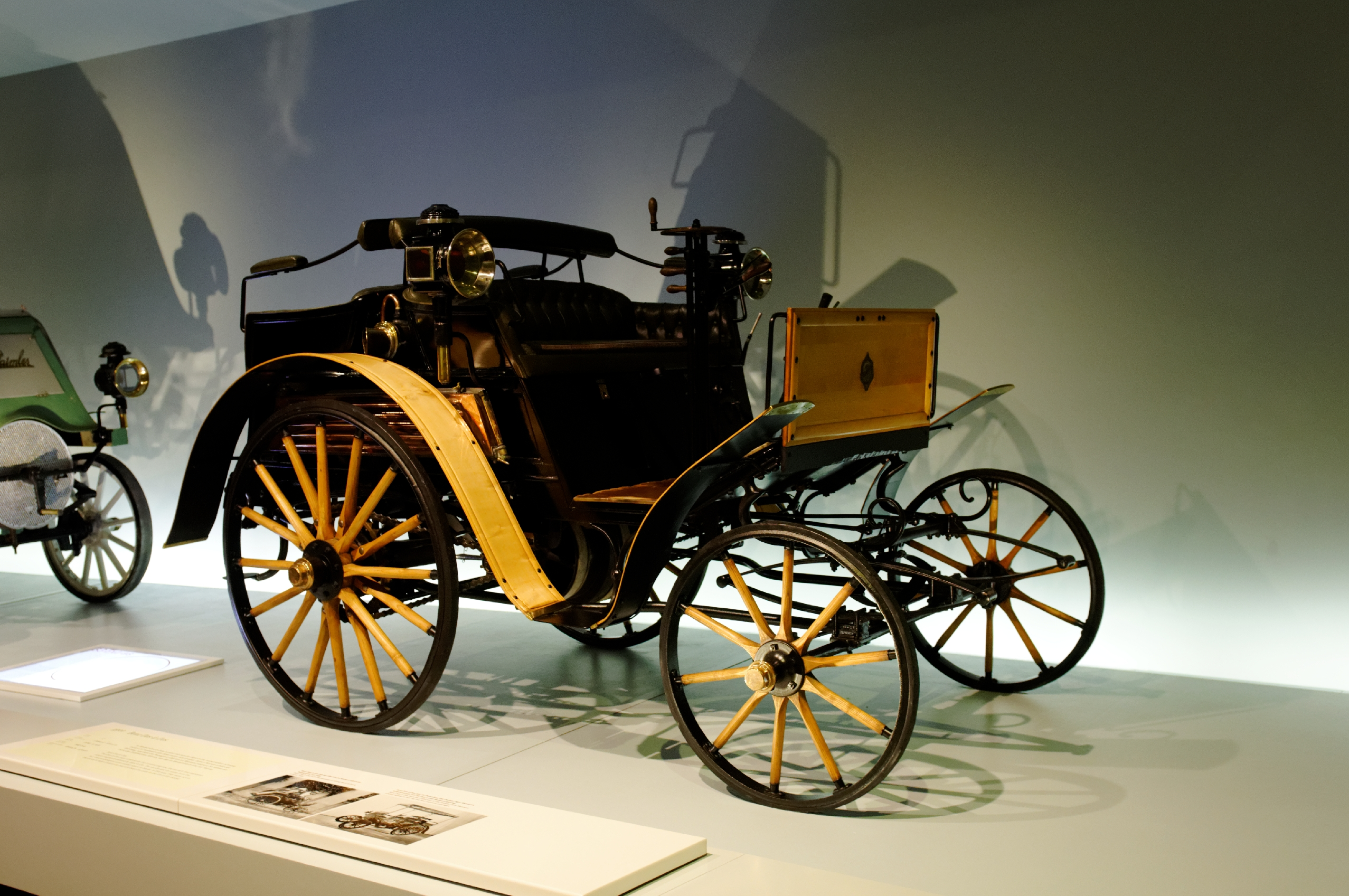
Una Benz Dos-à-Dos

### Dos-à-Dos
Tra il 1899 e il 1900 venne lanciata la Dos-à-Dos, caratterizzata dalla carrozzeria di tipo opposto alla vis-à-vis, cioè con due file di posti rivolti l'uno verso l'altro. La Dos-à-Dos deriva dalla Ideal, rispetto alla quale differisce per il tipo di carrozzeria e per i motori differenti, tra i quali spiccava il grosso bicilindrico boxer da 2690 cm³ in grado di erogare 8 CV a 920 giri/min. Un solo aggiornamento di rilievo si ebbe nel 1901, ultimo anno di produzione, durante il quale la potenza massima salì a 10 CV. Questo motore da 2,7 litri sarebbe stato utilizzato anche in altri contemporanei modelli della Casa di Mannheim.

Fatta eccezione per il 1899, primo anno di commercializzazione della Dos-à-Dos, durante il 1900 e il 1901, questa vettura ha di fatto sostituito la Viktoria nel listino Benz.

### Mylord

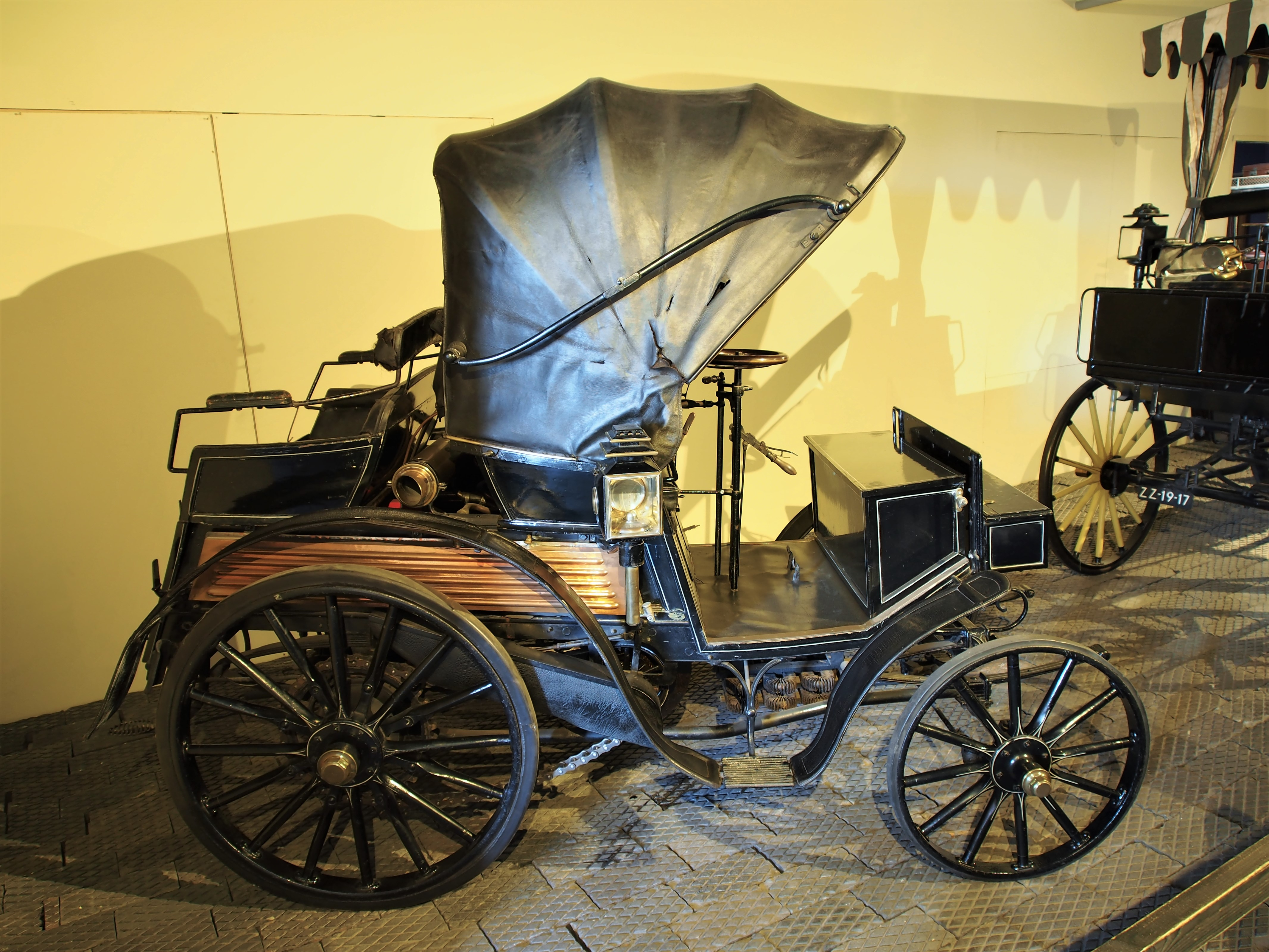
Una Benz Mylord

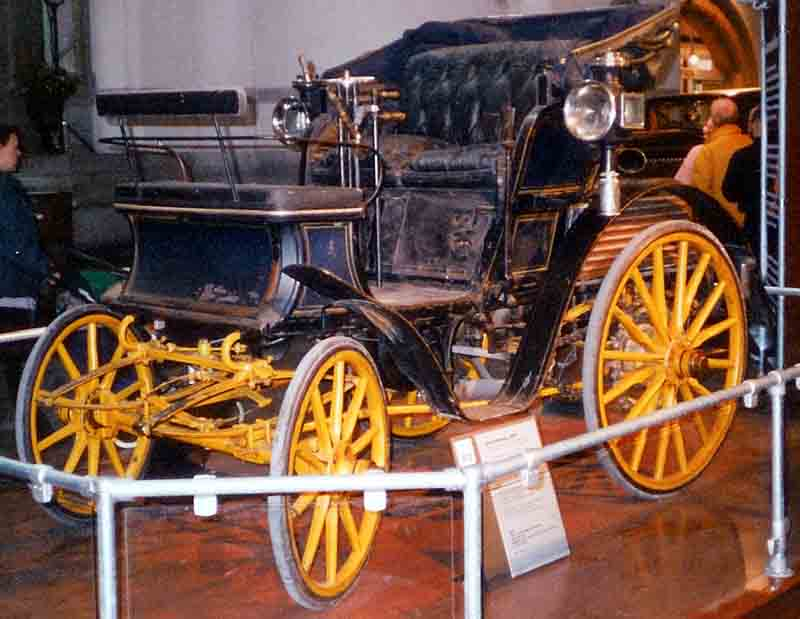
Una Benz Duc

Dalla Dos-à-Dos venne derivata la Mylord, prodotta nel solo 1900, che condivideva con la Dos-à-Dos la stessa meccanica e lo stesso propulsore da 2,7 litri e da 9 CV di potenza massima. Essa fu prodotta in versione coupé, phaeton e landaulet. Una versione particolare della Mylord Phaeton era denominata Phaeton Américain e, come dice il nome stesso, era destinata al mercato d'oltreoceano.

### Duc
La Duc era una versione biposto della Ideal: prodotta nello stesso periodo, condivise con la Ideal anche le evoluzioni motoristiche. Rispetto alla Ideal l'interasse della vettura aumentò, passando a 1.62 m.

### Charette
La Charette è stata prodotta nel solo 1901 e aveva lo stesso interasse della Duc, ma montava unicamente il monocilindrico da 1 litro previsto sulla Comfortable. Il cambio però era a tre marce. Era il modello di dimensioni maggiori tra quelli derivati dalla Velo, ed era pure il più pesante, poiché la massa raggiungeva gli 850 kg. Erano quindi migliori le doti di abitabilità. La velocità massima era compresa fra 30 e 35 km/h.

## Fine produzione
Come già detto, la Velo e la maggior parte dei modelli da essa derivati cessarono di essere prodotti nel 1902. Data la varietà di modelli, diverse furono le eredi: la Velo venne sostituita dalle versioni di base della Parsifal, che furono eredi anche di un altro modello economico dell'epoca, la Elegant, prodotta tra il 1900 e il 1902. I modelli di maggior cilindrata trovarono delle eredi sia in altre versioni della Parsifal, sia nei modelli Phaeton e Tonneau.